# Robert Samson
Robert A. Samson (1946) is een Nederlandse mycoloog. 

## Biografie
In 1974 promoveerde hij aan de Rijksuniversiteit Utrecht op het proefschrift Paecilomyces and some allied Hyphomycetes. In 1975 en 1976 voerde hij namens een NATO Science Fellowship mycologisch onderzoek uit bij de University of Texas at Austin, de University of Florida en de Indiana University Bloomington. 
Sinds 1970 is Samson verbonden aan het Westerdijk Fungal Biodiversity Institute als hoofd van de Toegepaste en Industriële Mycologie. Op 1 april 2011 ging hij formeel met pensioen, maar bleef tot 1 april 2016 hoofd Toegepaste en Industriële Mycologie. Vanaf deze datum is hij actief als emeritus senior onderzoeker. Hij is benoemd tot adjunct-hoogleraar aan de faculteiten Plant Pathology and Food Technology van de Kasetsart University in Bangkok (Thailand). Sinds 2009 is hij ook gasthoogleraar aan het Instituto de Tecnologia Quimica e Biologica van de Universidade Nova de Lisboa in Portugal. 
In mei 2001 ontving hij de USFCC/J. Roger Porter award van de American Society of Microbiology. De Mycological Society of America verleende hem in 2005 het erelidmaatschap. Op 3 oktober 2009 ontving hij een eredoctoraat van de Zweedse Universiteit voor Landbouwwetenschappen in Uppsala. De International Mycological Association (IMA) honoreerde hem op 8 augustus 2014 met de Bary Medal voor uitstekend carrièreonderzoek in de mycologie. 
Samson is lid van diverse wetenschappelijke organisaties, waaronder  de Mycological Society of America. Sinds 1986 is hij lid van het bestuur en sinds  2015 is hij Secretary General.van de International Union of Microbiological Societies.
Samson doet onderzoek naar de taxonomie van Penicillium en Aspergillus, schimmels die voorkomen in voedsel (met de nadruk op hitteresistente en  xerofiele filamenteuze schimmels), schimmels die binnen huizen en andere binnenruimtes voorkomen, rasterelektronenmicroscopie van schimmels en schimmels die ziekten veroorzaken bij insecten. 
Samson is executive redacteur van het wetenschappelijke tijdschrift Studies in Mycology. Hij is (mede)auteur of (mede)redacteur van meerdere boeken, waaronder Advances in Food Mycology (2006, samen met Ailsa Diane Hocking, John I. Pitt en Ulf Thrane), Introduction to Food- And Airborne Fungi (2004, samen met Ellen S. Hoekstra en Jens C. Frisvad), Food Mycology: A Multifaceted Approach to Fungi and Food, Volume 25 (2007, samen met Jan Dijksterhuis), Microorganisms in Home and Indoor Work Environments: Diversity, Health Impacts, Investigation and Control (2002, 2009, samen met Brian Flannigan en J. David Miller) en Aspergillus In The Genomic Era (2008, samen met Janos Varga). 